# Катехизис католической церкви
«Катехи́зис католи́ческой це́ркви» (аббр. ККЦ) — официальное толкование вероучения и принципов морали Католической церкви. Текущая версия катехизиса была создана по решению чрезвычайного Синода епископов, состоявшегося в 1985 году и утверждён папой Иоанном Павлом II 25 июня 1992 года папским посланием Laetamur magnopere. Обнародована 11 октября того же года апостольской конституцией Fidei depositum.
Катехизис содержит толкования наиболее важных принципов веры, морали и поклонения, которым привержены верующие Католической церкви. Он включает 2865 статей, связанных перекрёстными ссылками. В структуре катехизис строится на четырёх «столпах»: на исповедании веры, полученной при крещении (Символ веры), таинствах веры, жизни в вере (Заповеди), молитве верующего (Отче наш).
Оригинальный текст катехизиса написан на латыни. Он был подготовлен специальной Катехетической комиссией при Конгрегации доктрины веры и окончательно утверждён римским папой.

## Предыдущие катехизисы
Первым всеобщим катехизисом в Католической церкви был Римский Катехизис, изданный через несколько лет после Тридентского собора (1566) и был ответом на Реформацию.
На основе собранных в катехизисе истин веры, был подготовлен ряд катехизисов для простых, необразованных людей. Одними из авторов популярных катехизисов были кардиналы Роберт Беллармин (XVI—XVII века) и Пьетро Гаспарри (XIX—XX века).

## Создание Катехизиса католической церкви
В 1980-х годах в Католической церкви возникла необходимость рекомендаций новых способов евангелизации, новых указаний, касающихся применения принципов веры в повседневной жизни. У верующих возникали трудности с понятным изъявлением истин, которые церковь считала заслуживающими доверия и принятыми через традиции. Также были необходимы указания, касающиеся моральной жизни, как реакция на изменяющиеся условия жизни и процессы секуляризации, особенно в высокоиндустриальных обществах.
Тогда Иоанн Павел II решил подготовить в сотрудничестве со всеми епископами мира книгу, в которой среднестатистический католик мог бы найти ответы на вопросы, касающиеся своей веры. В постсоборном духе было решено написать исчерпывающий труд, объясняющий, во что церковь верит сегодня. Координатором проекта был выбран Йозеф Ратцингер, который в то время был кардиналом.
В 1992 году был опубликован официальный текст на французском языке. Иоанн Павел II считал это одним из «важнейших событий новейшей истории Церкви».
Текст был переведён на национальные языки и направлен верующим, чтобы его прокомментировали. Апостольская администратура для католиков латинского обряда Европейской части России 26 апреля 1993 года получила от Ватикана права на его издание.
Следующим этапом был сбор комментариев от епископов и подготовка официального текста на латыни. Одной из важных корректировок является редакция пунктов 2266—2267, в которых говорится о смертной казни, которая ныне считается недопустимой, потому что «это посягательство на неприкосновенность и достоинство личности», и церковь в свете Евангелия стремится к его отмене во всём мире.
Латинская editio typica была издана в 1998 году. На её основе были разработаны новые переводы. Новое издание Катехизиса католической церкви на русском языке верующие получили в 2001 году.

## Структура и содержание
Катехизис состоит из 2865 пунктов. Весь документ разделён на части, разделы, главы, статьи, а иногда и на параграфы. Под некоторыми пунктами указаны также и другие связанные по содержанию пункты.
Катехизис, опубликованный в 1992 году, состоит из вводной части апостольской конституции Иоанна Павла II, Fidei depositum, и четырёх частей.
Первая часть представляет собой подробный анализ различных элементов Символа веры.
Во второй части описано совершение христианской тайны, или же тема пасхальной тайны — тайны смерти и воскресения Христа, а также отдельные 7 таинств Церкви.
Третья часть касается принципов христианской морали с особым акцентом на заповедях Декалога.
Четвёртая часть описывает черты христианской молитвы, обращая внимание на молитву Отче наш.
Эта структура соответствует структуре посттридентских катехизисов.

## Компендиум Катехизиса католической церкви
28 июня 2005 года на итальянском языке был опубликован Catechismo della Chiesa Cattolica. Compendio (Компендиум Катехизиса католической церкви), который представляет собой синтез Катехизиса католической церкви, который в краткой форме ясно и точно передаёт все существенные и фундаментальные элементы веры Католической церкви. Сборник был подготовлен специальной комиссией, назначенной Иоанном Павлом II под председательством кардинала Йозефа Ратцингера, впоследствии папы Бенедикта XVI.
По своей сути Компендиум представляет собой простое и исчерпывающее изложение католической веры в форме диалога между катехизатором и слушателем (вопрос-ответ). Компендиум, как и Катехизис католической церкви, состоит из четырёх взаимосвязанных частей.

## YOUCAT
В 2011 году была выпущена версия Катехизиса, предназначенная в первую очередь для молодёжи, под названием YOUCAT. Издание, состоящее из 527 вопросов и ответов, основана на Катехизисе и его Компендиуме. YOUCAT был дополнен цитатами из Священного Писания, а также иллюстрациями, краткими определениями, изречениями святых и заслуживающих доверия учителей веры, а также отрывками из произведений нерелигиозных авторов.
Редактором книги был митрополит Венский кардинал Кристоф Шенборн, а введение написал Бенедикт XVI. YOUCAT на русском языке вышел в 2013 году.